# The Amazing Spider-Man (jeu vidéo, Rare)
Pour les articles homonymes, voir The Amazing Spider-Man (homonymie).
The Amazing Spider-Man est un jeu vidéo de type beat them all développé par Rare et édité par LJN en 1990 sur Game Boy. Le jeu connait deux suites : The Amazing Spider-Man 2 et The Amazing Spider-Man 3: Invasion of the Spider-Slayers.
Comme son titre l'indique, il est proposé au joueur de vivre une aventure avec l'homme-araignée connu sous le nom de Spider-Man.